# Akraneskaupstaður
Akraneskaupstaður és un municipi d'Islàndia a la regió de Vesturland. Té una extensió de 8,57 km² i una població de 8.285 habitants l'1 de gener de 2025.
La principal població del municipi és Akranes.